# Nylandtia
Nylandtia é um género botânico pertencente à família Polygalaceae.